# Ammoxenidae
Ammoxenidae é uma pequena família de aranhas que inclui 18 espécies repartidas por quatro géneros. A distribuição natural da família está restrita ao sul da África (géneros Ammoxenus e Rastellus) e à Austrália e Tasmânia (géneros Austrammo e Barrowammo).

## Taxonomia
A família Ammoxenidae inclui os seguintes géneros e espécies:
- Ammoxenus Simon, 1893
  - Ammoxenus amphalodes Dippenaar & Meyer, 1980 (Sul da África)
  - Ammoxenus coccineus Simon, 1893  (Namíbia)
  - Ammoxenus daedalus Dippenaar & Meyer, 1980 (Sul da África)
  - Ammoxenus kalaharicus Benoit, 1972 (Botswana, Sul da África)
  - Ammoxenus pentheri Simon, 1896 (Botswana, Sul da África)
  - Ammoxenus psammodromus Simon, 1910 (Sul da África)

- Austrammo Platnick, 2002
  - Austrammo harveyi Platnick, 2002 (Austrália)
  - Austrammo hirsti Platnick, 2002 (Austrália, Tasmânia)
  - Austrammo monteithi Platnick, 2002  (Austrália)
  - Austrammo rossi Platnick, 2002 (Austrália, Northern Territory)

- Barrowammo Platnick, 2002
  - Barrowammo waldockae Platnick, 2002  (Austrália)

- Rastellus Platnick & Griffin, 1990
  - Rastellus africanus Platnick & Griffin, 1990  (Namíbia, Botswana)
  - Rastellus deserticola Haddad, 2003 (Sul da África)
  - Rastellus florisbad Platnick & Griffin, 1990 (Sul da África)
  - Rastellus kariba Platnick & Griffin, 1990 (Zimbabwe)
  - Rastellus narubis Platnick & Griffin, 1990 (Namíbia)
  - Rastellus sabulosus Platnick & Griffin, 1990 (Namíbia)
  - Rastellus struthio Platnick & Griffin, 1990 (Namíbia, Botswana)